# 軍事基地

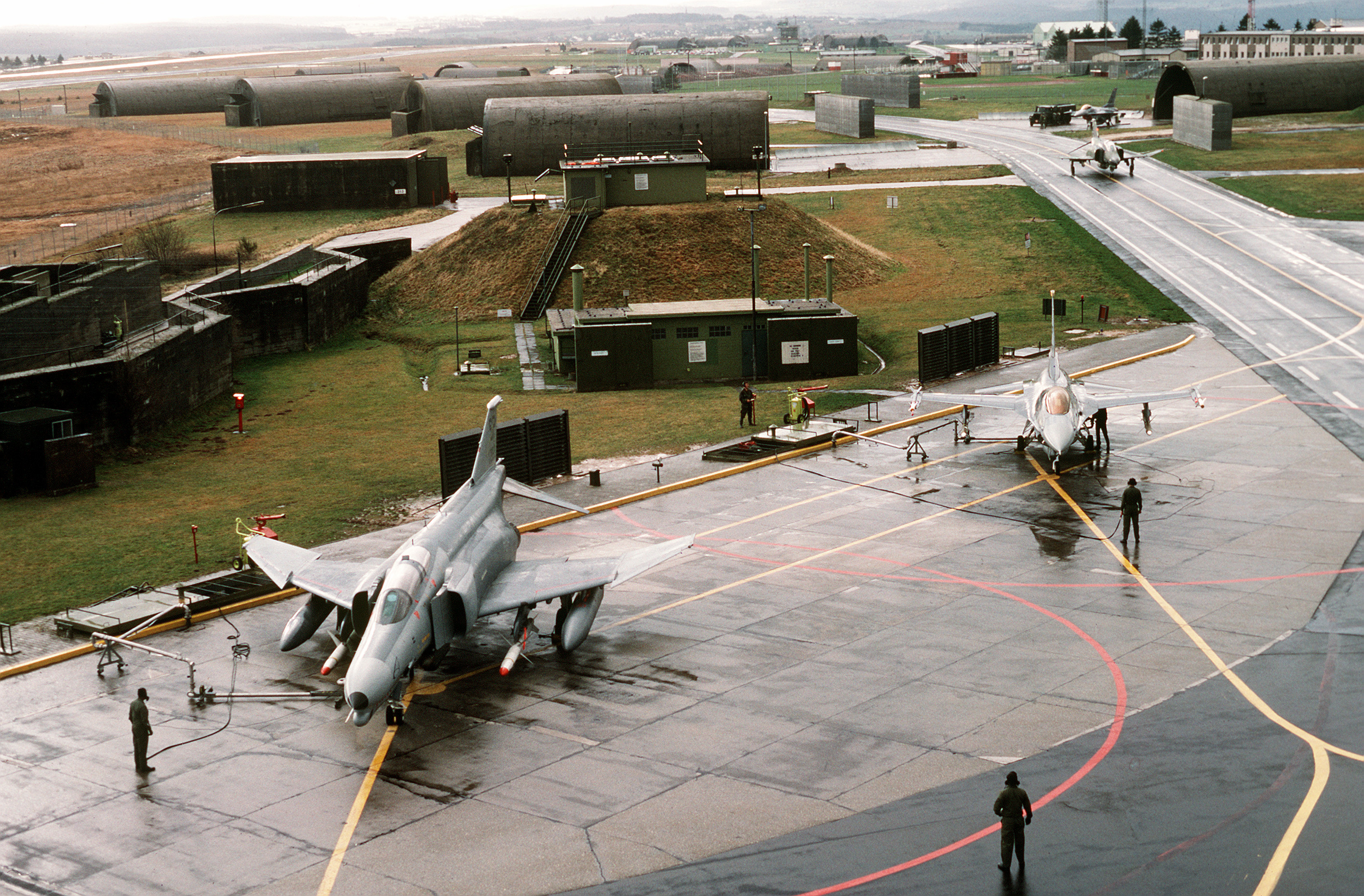
1990年、アメリカ空軍シュパングダーレム空軍基地の一部

軍事基地（ぐんじきち、英語: military base）は、軍事施設（英語: military facility）の一種で、軍隊部隊が作戦展開や兵站の前進基地や活動拠点として利用する基地、施設を言う。その目的に合わせた様々な装備、弾薬、食料などの軍需物資の備蓄や、司令部、通信アンテナ、気象レーダー、補給倉庫、兵舎、工場などの建築物を持つ。

## 分類
- 衛戍地（陸軍基地）
  - 駐屯地（陸軍拠点）
  - 駐屯地飛行場
  - 要塞
- 海軍基地
  - 軍港（海軍陸上施設）
- 航空基地（海軍飛行場）
  - 海上要塞
- 空軍基地
  - 空軍飛行場
  - レーダーサイト
  - ミサイル基地（防空ミサイル、弾道弾サイロ）
- 海兵隊基地
- 演習場
  - 射爆撃場
- 兵站基地（補給基地）
  - 弾薬庫
  - 貯油所
- 橋頭堡

## 各軍の基地

### アメリカ軍の基地
- アメリカ海軍の陸上施設一覧（港湾・陸上施設）
- アメリカ海兵隊の陸上施設一覧
- アメリカ空軍基地の一覧
- アメリカ宇宙軍基地の一覧

### 日本の自衛隊基地
- 陸上自衛隊の駐屯地一覧
- 陸上自衛隊の演習場一覧
- 海上自衛隊の港湾・陸上施設一覧
- 航空自衛隊の基地一覧

### フランス軍の基地
- フランス陸軍については、フランス陸軍#組織を参照。
- フランス海軍については、フランス海軍#主要基地・施設を参照。
- フランス空軍については、フランス空軍#通常兵力を参照。

### ロシア軍の基地
- ロシア国外に駐留するロシア軍については、国外駐留ロシア連邦軍部隊の一覧およびCategory:ロシアの在外軍事施設を参照。